# Nipl Stefánia
Nipl Stefánia, Koppányi Rezsőné (Csolnok, 1913. augusztus 19. – Dorog, 1998. október 16.) többszörös magyar bajnok, válogatott úszó, edző, úszóoktató, a dorogi uszoda névadója. Nevét 2014. június 21. óta viseli az intézmény.

## Sportpályafutása
A Dorog melletti Csolnokon született. Tehetsége már kisiskolás korában megmutatkozott és a Dorogi AC 1928-ban megalakult úszó szakosztályának egyik legkorábbi tagjaként lett igazolt versenyző. Elsősorban gyorsúszó volt, de párhuzamban folyamúszóként is versenyzett. Mindkét versenyszámban számos versenyt nyert. Kiváló eredményeivel válogatott tag is lett. Egyik legnevesebb edzőpartnere Csik Ferenc volt, akivel éveken át közösen edzettek Dorogon. Edzői Gogola Emil és Mátravölgyi László voltak. Az 1936-os olimpiai válogató versenyen is részt vett, ahol egyszerre ért célba az újpesti úszónővel, ám végül mégsem őt vitték az olimpiára. A rajtnál erősen beragadt, de remek hajrával sikerült ledolgoznia hátrányát. Az aktív versenysport befejezését követően a dorogi csapat edzőjeként, valamint úszóoktatóként tevékenykedett. Egész idős koráig tanította úszni a dorogi gyerekeket és még nyolcvanéves korában is mutatott be akrobatikus elemeket a medencében, köztük a vízalatti kézenállást.
A civil életben a Dorogi Homokvasút Üzem alkalmazottja volt, ahol a neves birkózóval, Beke Imrével dolgoztak együtt. A homokot szállító villanyvonat szerelvényén dolgozott.

## Családja
Testvére, Nipl Júlia is kiváló úszó volt, akivel csapattársak voltak a Dorogi AC úszó szakosztályánál. Férjezett, két lánya volt, akik közül a Pro Urbe Díjas Koppányi Mária a Magyar Vöröskereszt Dorogi Területi Szervezetének titkára volt.

## Emlékezete
Számos egykori úszóérmét és egyéb sportrelikviáit a Dorogi Sportmúzeum őrzi. Már az uszoda 2007-ben történt újjáépítése és avatása során is felmerült az ötlet, miszerint róla nevezzék el a létesítményt. Végül a dorogi sport centenáriuma kapcsán került előtérbe újra a névadás gondolata. A dorogi önkormányzat nyílt szavazásra bocsátotta a névadó személyét, melynek eredményeként határoztak az uszoda átkereszteléséről. 2014. június 21-én, a Magyar Úszás Napja alkalmából rendezett ünnepség keretén belül került sor a névadási ceremóniára, ahol többek között Steinmetz Ádám olimpiabajnok vízilabdázó személyesen is részt vett, valamint a névadó lányai, unokái és más családtagjai. Lévay Jenő Munkácsy-díjas képzőművész egy 190 centiméter hosszú tablót készített, amely Nipl Stefánia eredményességét mutatja be. A művészi tablót az uszoda főbejáratnál helyezték el.